# INP-Profil

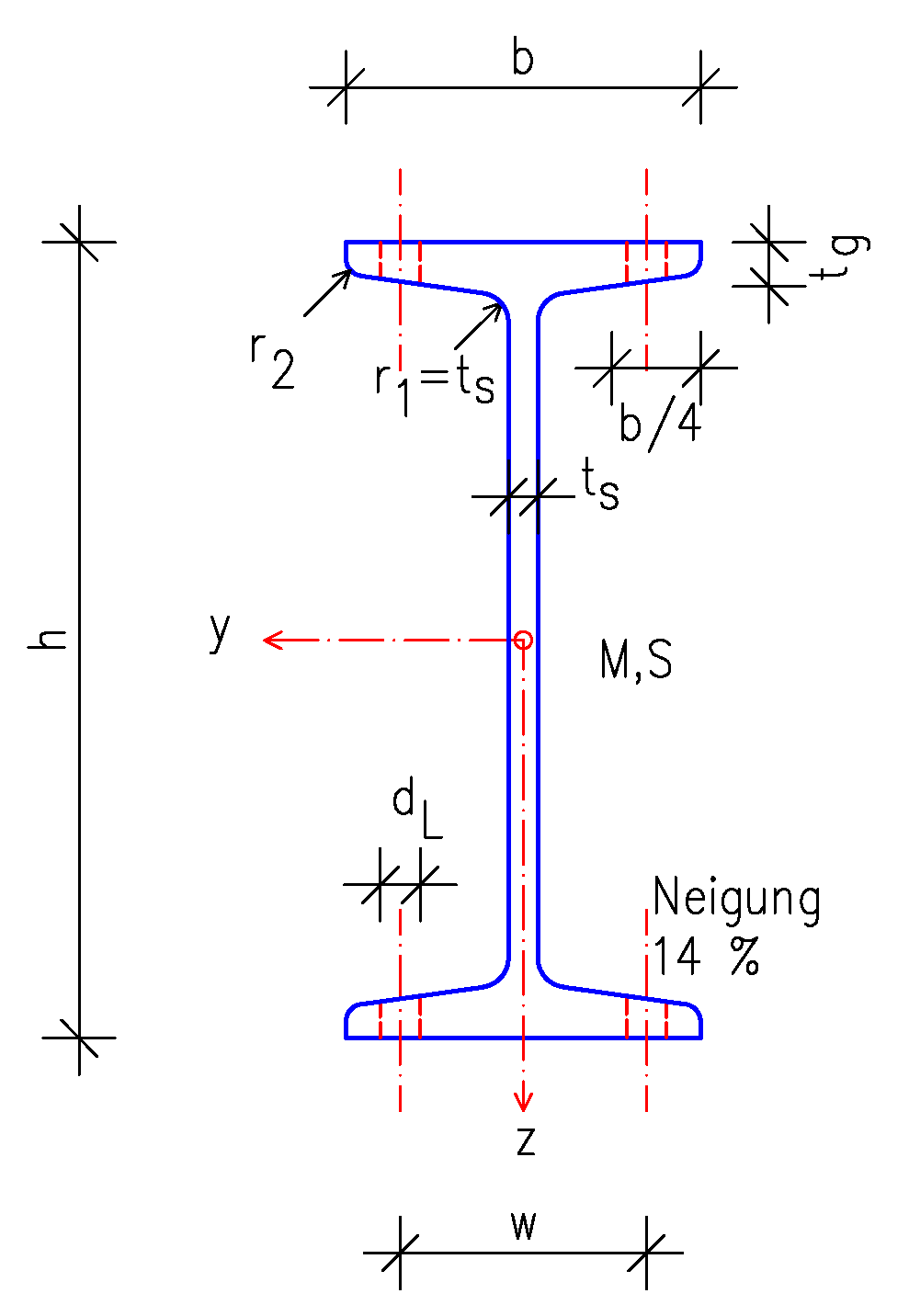
Schnitt durch ein INP-Profil mit beispielhaft eingezeichneten Bohrungen (Durchmesser d_{L}, Abstand W).
Die Nenndicke t_{g} des Flansches wird im Abstand b/4 vom Rand gemessen.
S ist die Bezeichnung für den Massenschwerpunkt und M für den Schubmittelpunkt

Als INP-Profil oder INP-Träger werden verschiedene Stahlprofile bezeichnet. Andere Bezeichnungen sind IPN, PN oder NP.
Das I bezeichnet die Form des Trägers, und NP steht für Normalprofil. INP-Profile wurden 1880 zum ersten Mal in Deutschland normiert. INP-Profile sind erhältlich in den Größen von INP 80 bis INP 600. Die Profile ab INP 340 sind heute nicht mehr im allgemeinen Stahlhandel erhältlich, sondern müssen direkt beim Walzwerk bezogen werden. Genormt werden die Profile in der Norm DIN 1025/1.
INP-Profile zeichnen sich dadurch aus, dass ihre Flansche eine Neigung von 14 % haben. Um Schrauben an dem sich nach außen verjüngenden Flansch zu befestigen, werden Keilscheiben untergelegt, SKIN genormt nach der DIN 435.
Nach dem Zweiten Weltkrieg verbreitete sich zusätzlich das IPE-Profil.